# Ivan Karizna
Ivan Karizna (1992) is een cellist, afkomstig uit Wit-Rusland, die in Frankrijk woont en werkt. In 2017 eindigde hij als 5e op de Koningin Elisabethwedstrijd voor cello.

## Biografie
Karizna werd geboren in Minsk in Wit-Rusland, in een muzikale familie. Hij ontdekt de cellomuziek als hij vijf jaar oud is en vanaf z'n zevende legt hij zich toe op de studie van dat instrument en krijgt hij les van cellist Vladimir Perlin. Op achtjarige leeftijd speelt hij zijn allereerste optreden. 
Als hij 17 jaar is, gaat hij studeren aan het Conservatoire National Supérieur de Musique et de Danse in Parijs. Van 2009 tot 2014 wordt hij daar onderricht door Jerôme Pernoo. Hij studeert af met onderscheiding en vervolgens gaat hij naar de Kronberg Academy, om een postgraduaatsopleiding te volgen. Op deze exclusieve privéschool krijgt hij les van van de Zweedse dirigent Frans Helmerson. 
In 2010 vertegenwoordigt Karizna Wit-Rusland op de Eurovision Young Musicians wedstrijd in Wenen, waar hij de vijfde finaleplaats behaalt. In 2011 wint hij op 19-jarige leeftijd de bronzen medaille op het Internationaal Tsjaikovski-concours in Moskou. Twee jaar later ontvangt hij de Prémio Internacional Suggia in Porto, een prestigieuze prijs die vernoemd werd naar de celliste Guilhermina Suggia.
Op jonge leeftijd ondernam Kurizna concerttournees als solist met orkesten als het Mariinsky Theatre Orchestra olv. Valeri Gergiev, Moscow Virtuosi olv. Vladimir Spivakov, Musica Viva Chamber Orchestra, Kaunas City Symphony Orchestra, Nizjni Novgorod Academic Symphony Orchestra en het Belarusian State Philharmonic, waarmee hij optrad in Wit-Rusland, Rusland, het Verenigd Koninkrijk, Frankrijk en Nederland. Andere orkesten waarmee hij optrad, zijn het State Academic Symphony Orchestra of the Russian Federation, Sint-Petersburgs Filharmonisch Orkest, Orchestre Philharmonique de Strasbourg, National Orchestra of Porto en Rundfunk-Sinfonieorchester Berlin. Hij speelde concerten in prestigieuze zalen als het Konzerthaus in Berlijn, Salle Pleyel in Parijs, Philharmonie de Paris en Benaroya Hall in Seattle en werkte met artiesten als András Schiff, Gidon Kremer, Nicolas Angelich, Joeri Basjmet, Christian Tetzlaff, Jerome Ducros, Dong-Suk Kang, Ivry Gitlis, Mattieu Herzog en Fazil Say.  
In 2017 behaalt Karizna de vijfde plaats op de Koningin Elisabethwedstrijd voor cello. Daarnaast sleept hij de publieksprijs in de wacht. Hij speelde reeds verschillende concerten in de Lage Landen. In 2011 concerteert hij solo in De Singel in Antwerpen, waarbij hij werk brengt van Ludwig van Beethoven, Sergej Prokofjev en Johannes Brahms. Het jaar nadien keert hij terug naar Antwerpen, voor een concert met violiste Liya Petrova. In 2012 speelt hij met Belgische pianiste Éliane Reyes in Bozar in Brussel, in het kader van 'Bozarsundays'. Voor 'Bozar Next Generation' keert hij in 2017 ook terug naar Bozar. In 2018 komt hij door een toevallige ontmoeting naar LozerCultureel, een klassieke muziek-evenement in het Oost-Vlaamse Lozer, bij Kruisem. Januari 2023 brengt hem naar Het Concertgebouw in Amsterdam, voor een uitvoering van het Celloconcert van Antonin Dvořák, met dirigent Markus Poschner en het Nederlands Philharmonisch Orkest. In oktober 2023 speelt hij op de Cello Biennale in Amsterdam, met de Amsterdam Sinfonietta en cellisten Maximilan Hornung en Julian Steckel.
Karizna verwierf de Franse nationaliteit en woont en werkt in Frankrijk. Hij keert zo vaak mogelijk terug naar zijn geboorteland, voor concerten, wat hij als "zijn plicht" beschouwt.

## Onderscheidingen
- 2010 - 5e plaats op de Eurovision Young Musicians wedstrijd.[19]
- 2011 - bronzen medaille op Internationaal Tsjaikovski-concours.
- 2013 - Prémio Internacional Suggia
- 2015 - eerste prijs op de Internationale Società Umanitaria wedstrijd in Milaan.[20]
- 2016 - eerste prijs op de Luis Sigall wedstrijd in Chili.[21]
- 2017 - vijfde prijs en publieksprijs op de Koningin Elisabethwedstrijd in Brussel.[22]